# Rajd Grecji 1992
Rajd Akropolu 1992 - Rajd Grecji (39. Acropolis Rally) – 39 Rajd Grecji rozgrywany w Grecji w dniach 31 maja-3 czerwca. Była to szósta runda Rajdowych mistrzostw świata w roku 1992. Rajd został rozegrany na nawierzchni szutrowej. Baza imprezy była zlokalizowana w mieście Ateny.

## Wyniki końcowe rajdu[1]
| Msc. | Kierowca               | Pilot              | Samochód                    | Czas    | Strata | Grupa | Punkty |
| ---- | ---------------------- | ------------------ | --------------------------- | ------- | ------ | ----- | ------ |
| 1    | Didier Auriol          | Bernard Occelli    | Lancia Delta HF Integrale   | 7:12.08 | 0.0    | A8    | 20     |
| 2.   | Juha Kankkunen         | Juha Piironen      | Lancia Delta HF Integrale   | 7:13.37 | +1.29  | A8    | 15     |
| 3.   | Miki Biasion           | Tiziano Siviero    | Ford Sierra RS Cosworth 4x4 | 7:14.33 | +2.25  | A8    | 12     |
| 4.   | Colin McRae            | Derek Ringer       | Subaru Legacy RS            | 7:16.02 | +3.54  | A8    | 10     |
| 5.   | François Delecour      | Daniel Grataloup   | Ford Sierra RS Cosworth 4x4 | 7:27.22 | +15.14 | A8    | 8      |
| 6.   | Jorge Recalde          | Martin Christie    | Lancia Delta HF Integrale   | 7:31.58 | +19.50 | A8    | 6      |
| 7.   | Alex Fiorio            | Vittorio Brambilla | Lancia Delta HF Integrale   | 7:44.53 | +32.45 | A8    | 4      |
| 8.   | Ioánnis Vardinoyiannis | Kóstas Stefanis    | Toyota Celica GT-Four       | 8:00.35 | +48.27 | A8    | 3      |
| 9.   | Grégoire De Mévius     | Willy Lux          | Nissan Sunny GTI-R          | 8:05.11 | +53.03 | N4    | 2      |
| 10.  | Fernando Capdevila     | Alfredo Rodríguez  | Ford Sierra RS Cosworth 4x4 | 8:07.40 | +55.32 | N4    | 1      |

## Klasyfikacja po 6 rundach
Tabele przedstawiają tylko pięć pierwszych miejsc.

### Kierowcy
| Lp. | Kierowca          | Pkt |
| --- | ----------------- | --- |
| 1   | Juha Kankkunen    | 62  |
| 2   | Didier Auriol     | 60  |
| 3   | Carlos Sainz      | 57  |
| 4   | Massimo Biasion   | 34  |
| 5   | Francois Delecour | 33  |

### Producenci
| Lp. | Producent | Pkt |
| --- | --------- | --- |
| 1   | Lancia    | 97  |
| 2   | Toyota    | 67  |
| 3   | Ford      | 60  |
| 4   | Nissan    | 24  |
| 5   | Subaru    | 23  |